# アナクシラス
アナクシラス（Gr. ἈναξίλαςまたはἈναξίλαος）はクレティネスの息子で、レギオン（現在のレッジョ・ディ・カラブリア）の僭主。ペロポネソス半島のメッシニアの出身である
。

## 生涯
紀元前494年、アナクシラスはサモスおよび他のイオニア人亡命者を支援して、僭主スキテスが支配する海峡の向かい側のザンクル（現在のメッシーナ）を陥落させた。サモス人がザンクルを占領してまもなく、アナクラシス自身がザンクルを包囲してサモス人を追放し、新しい入植者を受け入れ、自身の出身地の名前からメッセネと改名した。

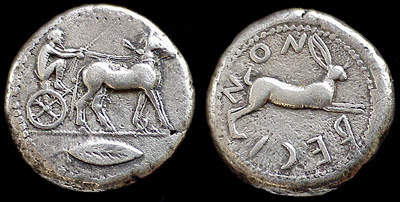
紀元前494年または紀元前480年、アナクシラスはラバを用いた古代オリンピックの戦車競技に勝利しており、それを讃えてテトラドラクマ硬貨にその姿が刻印されている

2世紀の歴史家パウサニアスは、これとは少し異なった話を伝えている。スパルタとの二度目の戦争の後、アナクシラスはメッシニアからの難民を支援してザンクルを占領した
。
アナクシラスはヒメラの僭主テリルスの娘キディッペを妻にした。紀元前480年、アクラガス（現在のアグリジェント）の僭主テロンに追放された義父であるテリルスのために、カルタゴの支援を得ることに成功した。テロンとシュラクサイの僭主ゲロンがヒメラの戦いで勝利したのは、このカルタゴの救援軍であった。
アナクシラスはロクリ人（en）の打倒を望んでいたが、エピカルモスによると、これはゲロンの後を継いだシュラクサイの僭主ヒエロン1世に阻止された。
アナクシラスの娘はヒエロンと結婚した。アナクシラスは紀元前476年に死亡し、ミキタス（en）を自分の子息の後見人とした。しかしこの相続体制は1年しか続かず、レオフロン（en）が僭主に座についた。しかしながら、紀元前471年にはレオフロンもレギオンとメッセネの市民の反乱によって追放された。